# Oswald Myconius
Oswald Myconius (1488, Lucerna - 14 de octubre de 1552, Basilea) fue un teólogo y reformador protestante suizo. Era un seguidor de Ulrico Zuinglio.

## Biografía
Nació en Lucerna, Suiza. Su apellido era Geisshüsler y su padre era molinero; de ahí que también se le llamara Molitoris (del latín molitor, "molinero"). Se dice que Erasmo de Róterdam le dio el nombre Miconio; alude a la expresión proverbial miconio calvo. De la escuela de Lucerna fue a la Universidad de Basilea para estudiar clásicos. A partir de 1514 obtuvo puestos de enseñanza en Basilea, donde se casó y conoció a Erasmo y al pintor Hans Holbein. En 1516 fue llamado, como maestro de escuela, a Zúrich, donde (1518) se adhirió al partido reformador de Zuinglio. Esto llevó a que fuera trasladado a Lucerna y nuevamente, en 1523, se instaló en Zúrich.
A la muerte de Zuinglio (1531) se mudó a Basilea, donde ocupó el cargo de predicador de la ciudad y (hasta 1541) la cátedra de exégesis del Nuevo Testamento. En 1534 escribió la Confesión de Basilea. En asuntos confesionales estaba a favor de una unión de todos los protestantes. Aunque era zuingliano, su disposición a comprometerse con los defensores de la consubstanciación le dio problemas con los zuinglianos de línea dura. Tenía, sin embargo, un seguidor distinguido en Teodoro Bibliander.

## Obras
Entre sus varios tratados, el más importante es De H Zwinglii vita et obitu (1536), traducido al inglés por Henry Bennet (1561).